# Шафа з дайнами

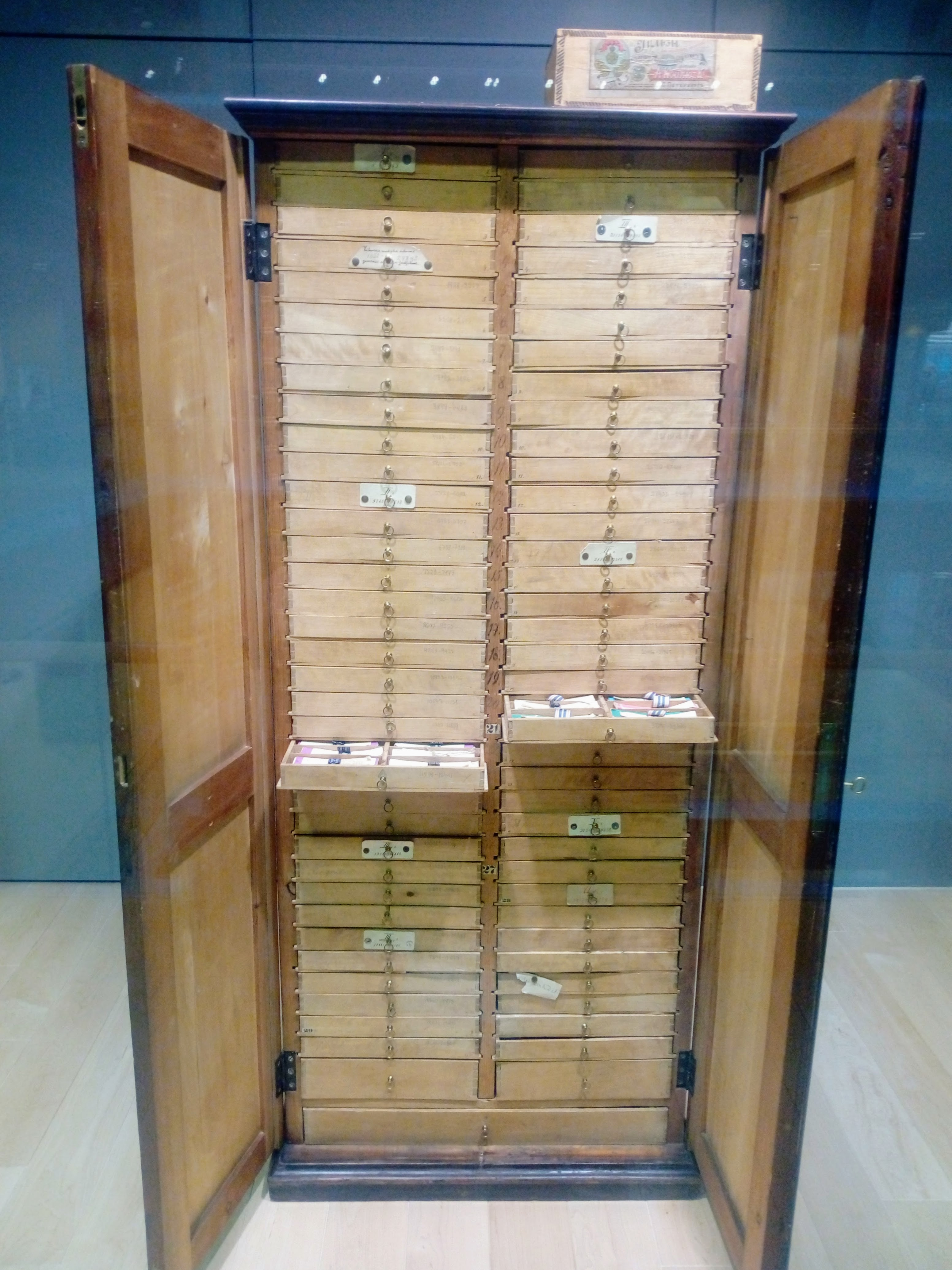
Оригінальна Шафа з дайнами в Латвійській національній бібліотеці

Ша́фа з да́йнами (латис. Dainu skapis) — це шафа, де зберігаються дайни, зібрані латвійським фольклористом Кріш'янисом Баронсом. Її висота — 160 см, ширина — 66 см, глибина — 42 см. Шафа виготовлена в 1880 році в Москві за кресленням самого Баронса.
Шафа з дайнами складається з двох частин. У них знаходиться по 35 ящиків, у кожному з яких по 20 відділень, що містять 150—200 паперових листочків величиною 3×11 см. У нижній частині шафи розміщені три великих ящика, де зберігаються архівні матеріали. У шафі знаходяться 268 815 листочків, на яких у 4-8 рядків записані дайни, а також інші тексти, наприклад, загадки, приказки.
Після смерті автора шафа зберігалася в Ризі в його родичів, у 1941 році її перемістили до сховища латвійського фольклору, у 1946 році — до Інституту літератури, фольклору й мистецтва Академії наук Латвії, у 1998 році — до Інституту літератури, фольклору й мистецтва Латвійського університету, у 2014 році — до нової будівлі Латвійської Національної бібліотеки. Існує дві копії Шафи з дайнами: у музеї Баронса в Латвії та в колишній садибі Станкевичів у Росії, де він також почав працювати над упорядкуванням дайн. У 1997 році почато оцифрування вмісту шафи, із 2002 року він у повному обсязі доступний в інтернеті.
У 2001 році Шафу з дайнами включили до реєстру програми ЮНЕСКО «Пам'ять світу».